# Kościół św. Mikołaja w Anklam
Kościół św. Mikołaja (niem. Nikolaikirche) – gotycki zdesakralizowany kościół znajdujący się w niemieckim mieście Anklam. Zniszczony podczas II wojny światowej, odbudowywany od 1995 roku.

## Historia
Budowę kościoła rozpoczęto prawdopodobnie około 1280 roku, pierwsza wzmianka pochodzi z roku 1330. Nadano mu wezwanie św. Mikołaja, patrona żeglarzy, rybaków i kupców, prace w pełni ukończono w roku 1568. Od 1534 roku odprawiano tu nabożeństwa luterańskie. W 1574 dach wieży został zniszczony wskutek uderzenia pioruna, a w 1586 wymieniono uszkodzone przez warunki atmosferyczne pokrycie dachu. Świątynię wyremontowano w latach 1696–1700. Podczas burzy w 1703 roku iglica wieży przekrzywiła się, naprostowano ją w roku 1733, a w 1802 zainstalowano piorunochron. Podczas okupacji napoleońskiej funkcjonował tu warsztat rymarski. W 1817 odbudowano zniszczoną rok wcześniej przez piorun iglicę. W 1868 usunięto kaplice boczne, a w 1873 przebudowano emporę organową. 16 stycznia 1906 budynek zamknięto z powodu złego stanu technicznego oraz rozpoczęto jego renowację. Wyremontowano szczyty wieży i sklepienia, wykonano nowe wyposażenie (min. organy), dekorację malarską i witraże. 23 kwietnia 1909 świątynię uroczyście otwarto po ukończeniu prac. Świątynia została zniszczona 29 kwietnia 1945, w ostatnich dniach II wojny światowej. Wieża kościelna runęła niszcząc dach naw, ocalały jedynie mury. We wrześniu 1994 założono stowarzyszenie Förderkreis Nikolaikirche Anklam eV zajmujące się ochroną dawnej świątyni przed dalszym niszczeniem. W latach 1995–1996 budowlę przykryto tymczasowym dachem, a w 1999 udostępniono ją zwiedzającym. 2 października 2004 świątynię konsekrowano i przekazano miastu Anklam na okres 99-letniej dzierżawy. W 2004 roku zrekonstruowano witraż z podobizną św. Mikołaja, w 2010 ukończono remont wieży. W latach 2010–2011 na miejscu tymczasowego dachu wykonano nowy o kształcie dachu istniejącego tu przed wojną, a w 2014 zainstalowano kolejne witraże autorstwa Grahama Jonesa. 17 grudnia 2022 ukończono pierwszy etap odbudowy. Wnętrze kościoła służy jako sala wystawiennicza poświęcona Ottonowi Lilienthalowi, konstruktorowi szybowców.

## Architektura
Świątynia trójnawowa, o układzie halowym, reprezentująca gotyk ceglany. Przed II wojną światową wieża miała wysokość 103 metrów, od 1945 wynosi ona 45 metrów. Podczas odbudowy ulokowano na niej taras widokowy. Od południa do bryły świątyni dostawiona jest zakrystia, od wschodu znajdują się trzy absydy. W dolnej kondygnacji wieży znajduje się ostrołukowy portal.

## Galeria

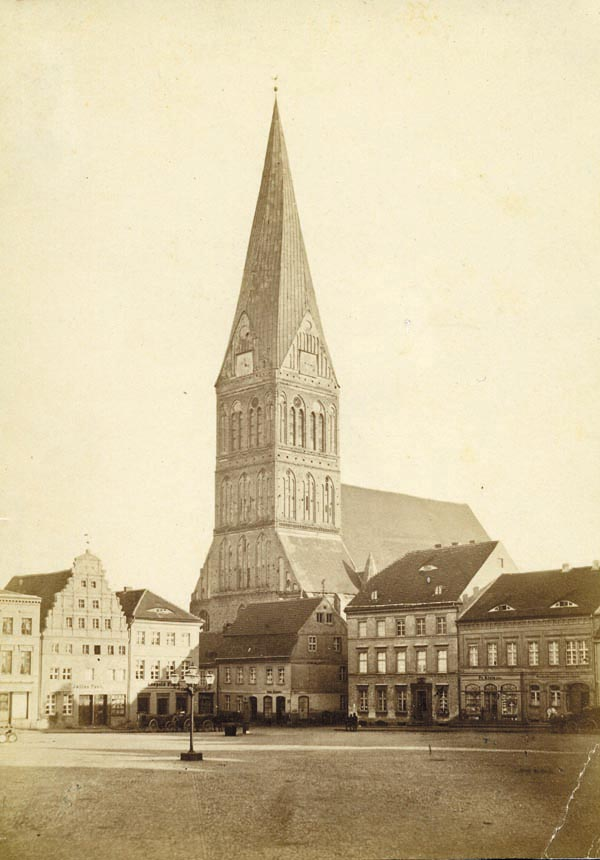
Widok w 1880
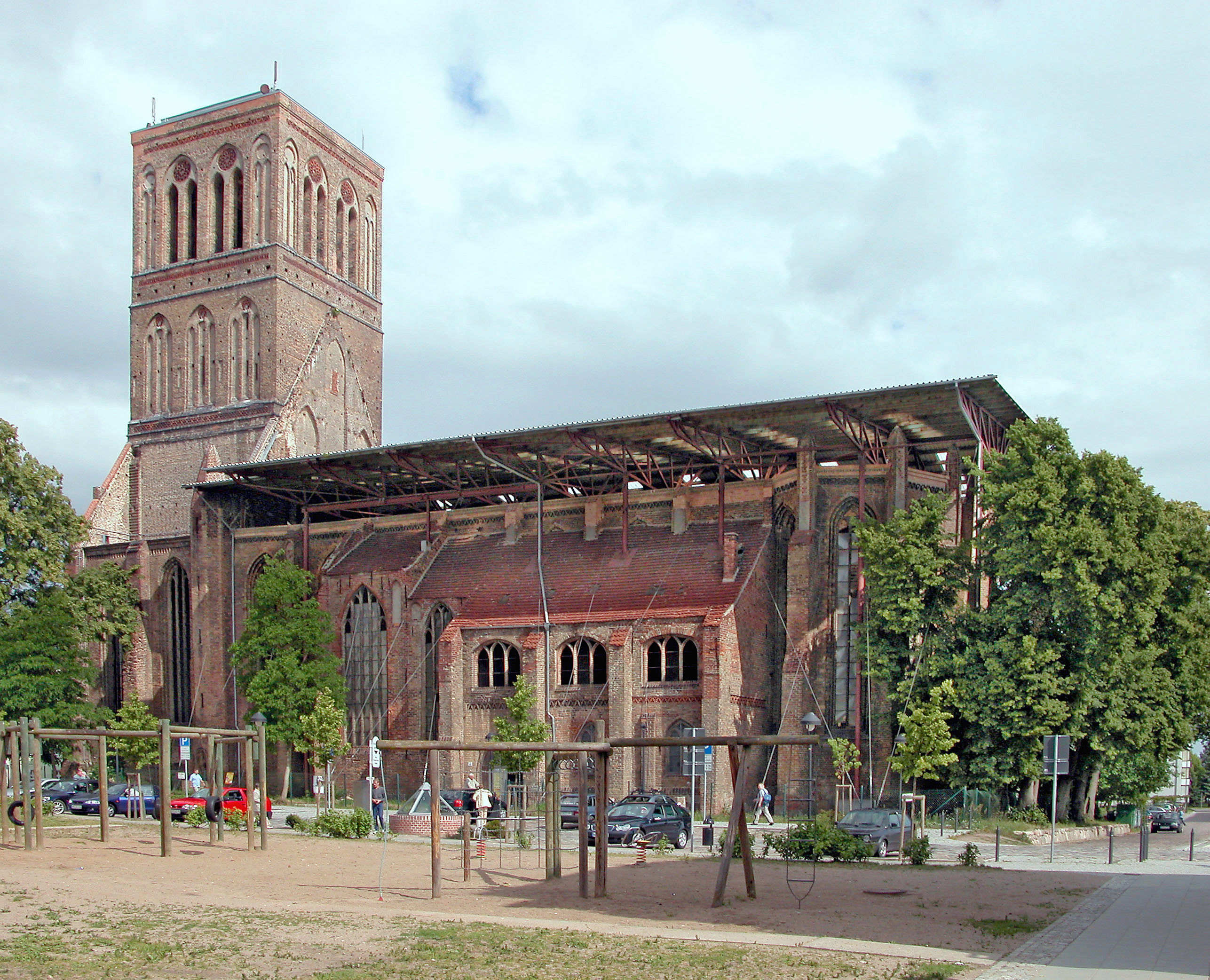
Kościół w 2004 roku, przykryty tymczasowym dachem
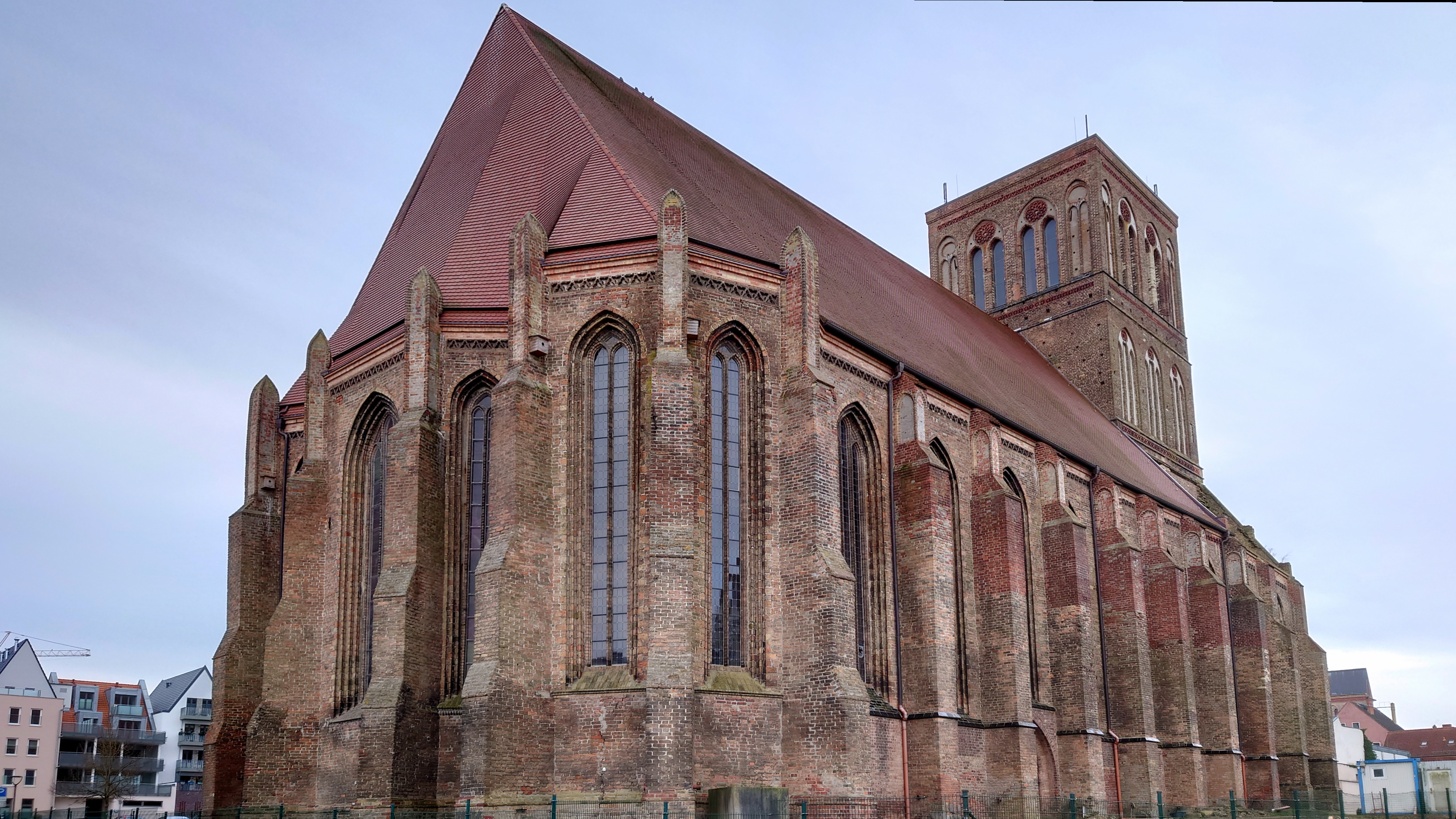
Widok z północnego wschodu
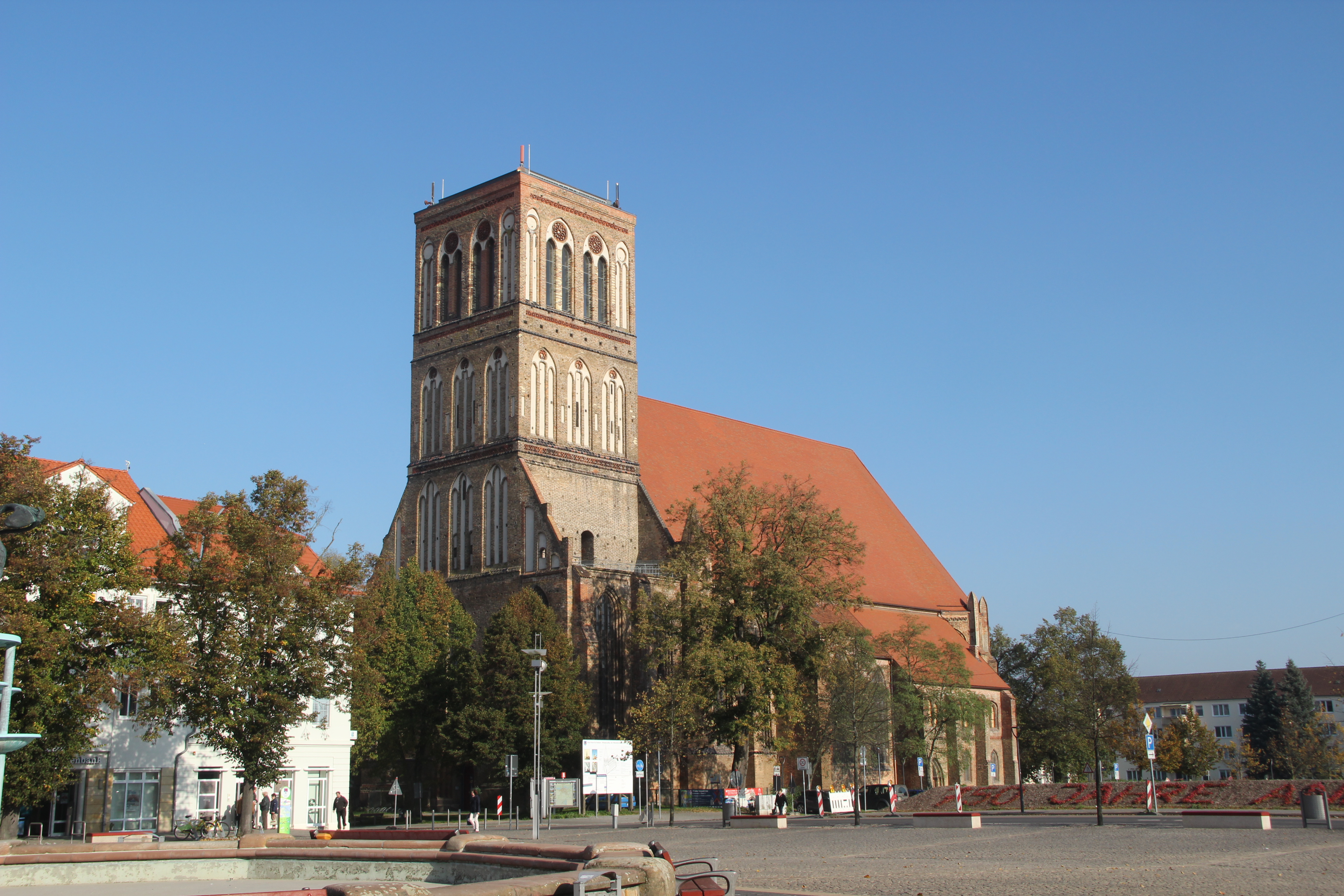
Widok z południowego zachodu
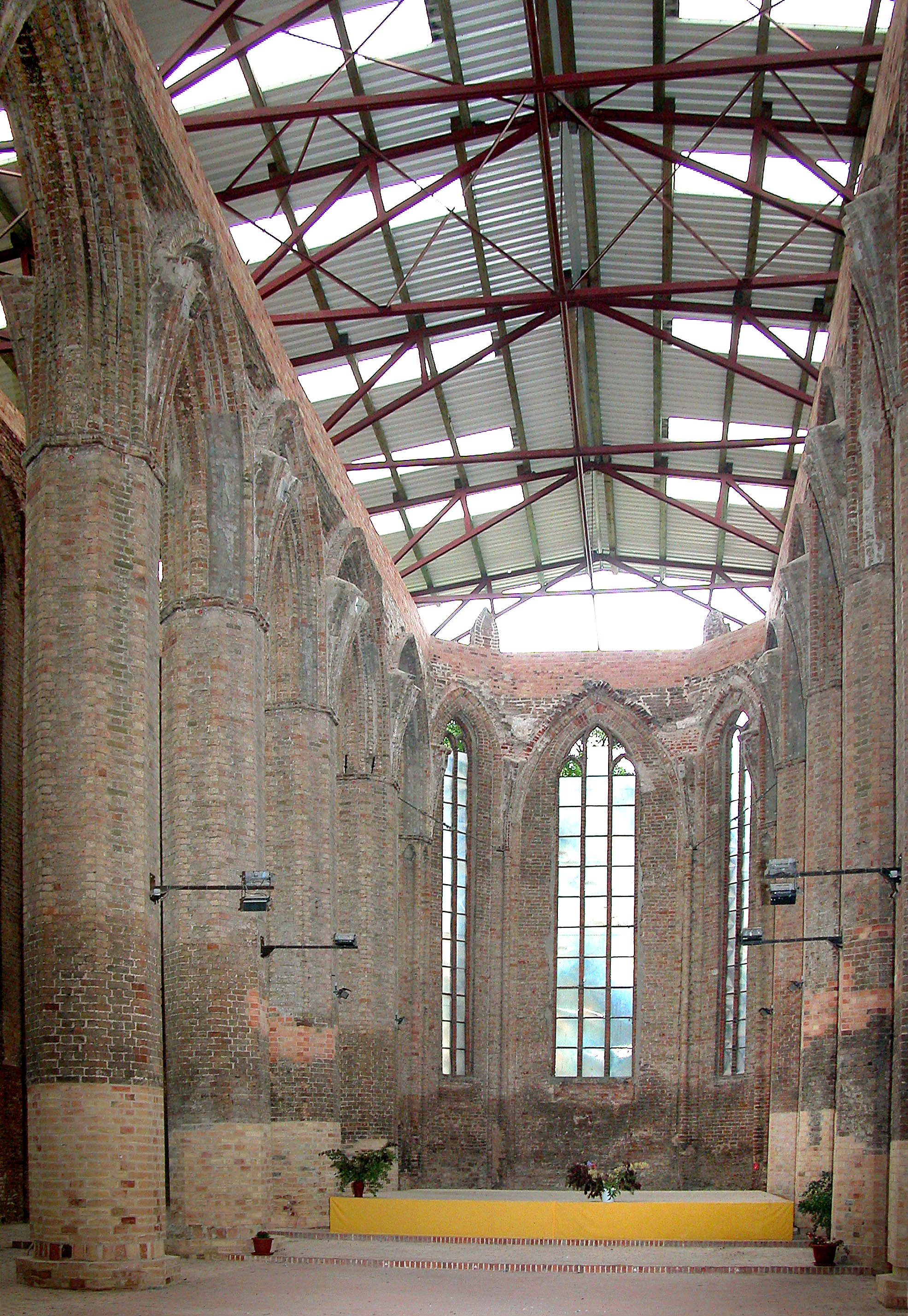
Wnętrze w 2004